# Freadelpha eremita
Freadelpha eremita es una especie de escarabajo longicornio del género Freadelpha, tribu Sternotomini, orden Coleoptera. Fue descrita por Westwood en 1844.

## Descripción
Mide 13-22,5 mm de longitud.

## Distribución
Se distribuye por Angola, Benín, Camerún, Costa de Marfil, Gabón, Malí, Níger, República Centroafricana, República Democrática del Congo, Senegal, Sierra Leona, Togo y Zambia.